# Atlas Weekend 2017
Фестиваль Atlas Weekend 2017 пройшов з 28 червня по 2 липня 2017 року у Києві на ВДНГ.
Загальна кількість відвідувачів події склала 350 000 чоловік.
Фестивалі ГогольFest, Kiev Fire Fest і Jazz Koktebel пройшли в рамках Atlas Weekend. Також під час фестивалю проходила музична конференція Music Hub: Conference і виставка доповненої реальності.

## Квитки

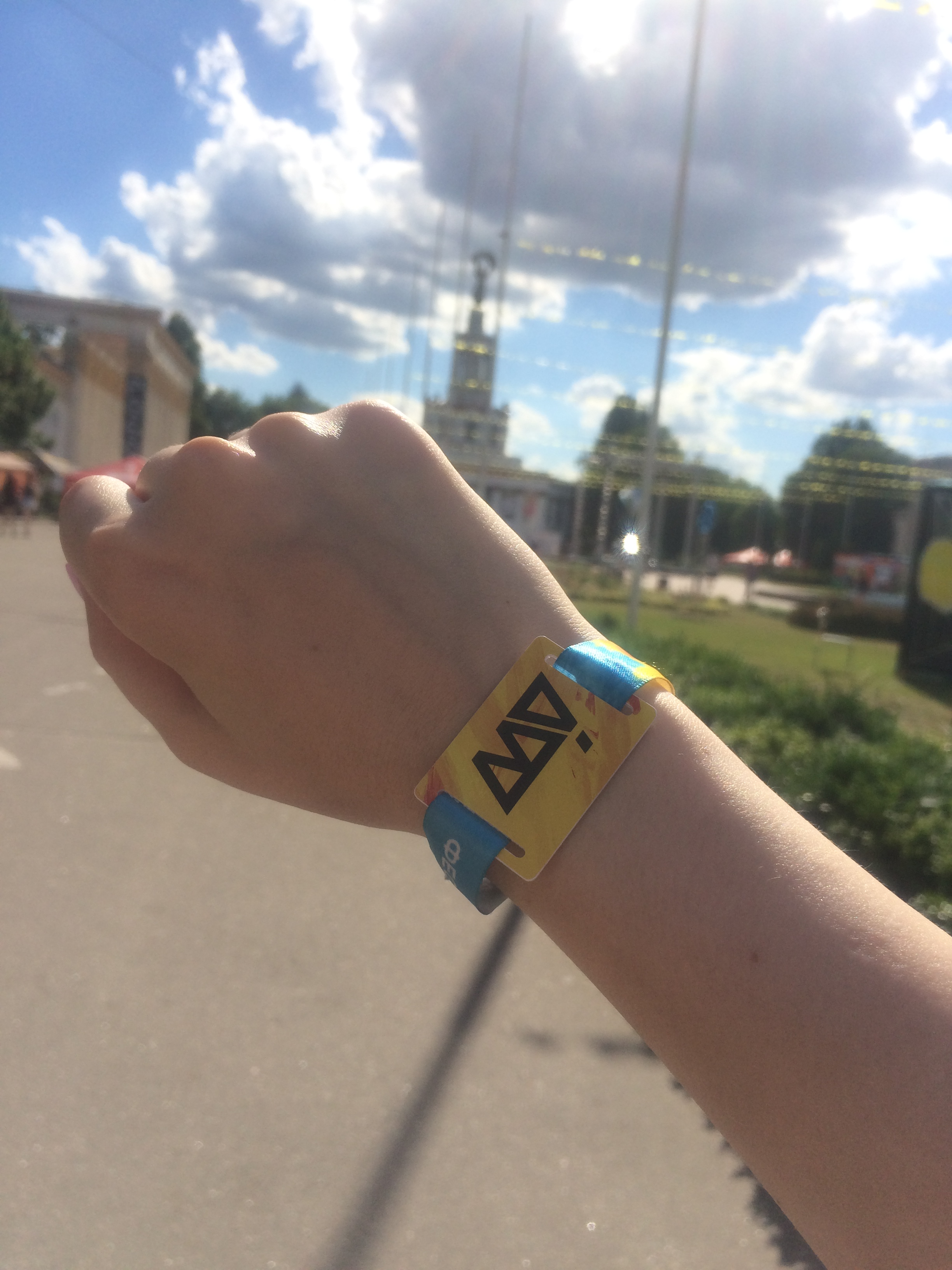
Фестивальний браслет, який отримували за квиток

Попередній продаж абонементів почався у липні 2016 року. Окремо продавалися квитки в зону кемпінгу. Продаж одноденних квитків розпочали в липні 2017 після оголошення першого дня з безкоштовним входом в честь Дня Конституції за підтримки Київстар. З 20 червня квитки можна було обміняти на браслети. 1 липня організатори оголосили про безкоштовний вхід на останній день фестивалю для тих, хто придбав квиток хоча б на один із днів.

## Лайн-ап
Хедлайнерами фестивалю стали Верка Сердючка, Kasabian, The Prodigy, Röyksopp і Monatik.
Загалом, на фестивалі виступило приблизно 250 артистів.
Крім цього, на фестиваль були заявлені російські виконавці Дельфін та Найк Борзов, але їх не впустили в Україну через виступи в окупованому Криму. Проте, інші музиканти гурту Дельфін змогли успішно перетнути кордон, та дали концерт без участі соліста.
Також, були скасовані виступи гуртів Хлеб та Open Kids.
| Main Stage | | | | |
| 28 червня | 29 червня | 30 червня | 1 липня | 2 липня |
| 15:30-15:45 Kain Rivers 16:00-16:30 Без обмежень 17:00-17:50 Green Grey 18:20-19:20 Сергій Бабкін 20:00-21:10 Воплі Відоплясова 22:00-23:50 VERKA SERDUCHKA & Band                                           | 17:00-17:45 The Erised 18:15-19:00 Ветер 20:00-21:10 Бумбокс 22:10-23:30 Kasabian                                                                                            | 17:30-18:30 Артем Пивоваров 19:40-21:00 John Newman 22:20-23:50 The Prodigy | 16:45-17:15 Mountain Breeze 18:40-19:40 Pianoбой 20:20-21:20 The Hardkiss 22:10-23:40 Röyksopp | 17:00-18:00 Detach 20:20-21:20 O.Torvald 22:00-23:30 Monatik |
| West Stage | | | | |
| 28 червня | 29 червня | 30 червня | 1 липня | 2 липня |
| 16:10-16:50 Julinoza 17:20-18:00 Leo Mantis 18:30-19:30 Табула Раса 20:00-20:50 Арсен Мірзоян 21:20-22:10 Kozak System 22:40-23:40 Скай                                                                      | 16:00-16:30 Melovin 17:00-17:30 Kadnay 18:00-18:45 The Maneken 19:15-20:15 Onuka 21:05-22:10 Nothing But Thieves 22:50-23:50 Alex Clare                                      | 16:00-16:30 Monochromea 17:00-17:40 Brunettes Shoot Blondes 18:10-18:50 Bahroma 19:20-20:00 Colours of Bubbles 20:40-21:40 BrainStorm 22:20-23:20 Therr Maitz                                            | 16:40-17:00 Indytronics 17:15-17:55 Colaars 18:35-19:20 The Elephants 19:40-20:30 Seafret 20:50-21:50 Bondage Fairies 22:20-23:30 Дельфін | 15:30-16:00 Da-Sh 16:20-16:55 НастяЗникає 17:35-18:15 Drum & Tuba Band 18:45-19:30 MARU 19:50-20:40 Jay-Jay Johanson 21:30-22:30 Submotion Orchestra 22:50-23:50 Example & DJ Wire |
| East Stage | | | | |
| 28 червня | 29 червня | 30 червня | 1 липня | 2 липня |
| 16:20-16:40 Гражданин Топинамбур 17:10-17:40 Фелікс Шиндер і Деньги вперед 18:10-18:40 Fontaliza 19:10-20:10 Скрябін 20:40-21:40 Брати Гадюкіни 22:10-22:50 Жадан і Собаки 23:00-23:50 Лесь Подерв'янський   | 17:00-17:30 F.Way 18:00-18:30 Четыре апреля 18:50-19:20 Jinjer 19:50-20:30 Royal Canoe 21:00-21:40 Epolets 22:10-22:50 Space of Variations 23:30-0:30 Three Days Grace       | 15:30-15:50 Inplus 16:20-16:40 Well 17:10-17:40 Операція Пластилін 18:10-18:50 Біла Вежа 19:20-20:10 Соня Сотник 20:40-21:10 Сергій Кузін 21:50-23:00 Северный Флот                                      | 16:00-16:20 Notes 17:00-17:30 Дай дарогу! 18:00-18:40 The Hypnotunez 19:10-19:50 Порнофильмы 20:30-21:30 Trubetskoy 22:10-23:10 Валентин Стрикало | 16:00-16:20 Twelves 16:40-17:00 Royal Corvus 17:20-17:50 68 18:10-18:40 Listener 19:10-19:50 Sinoptik 20:20-21:00 Stoned Jesus 21:30-22:30 Amatory 23:00-0:00 Louna |
| North Stage | | | | |
| 28 червня | 29 червня | 30 червня | 1 липня | 2 липня |
| 16:00-16:45 Lemojovie 17:00-17:45 Layah 18:00-18:45 [О] 19.00-19:45 Lissa Wassabi 20:00-20:45 Yuko 21:00-21:45 Constantine 22:00-22:45 Антоха MC                                                             | 16:00-16:30 Сальто Назад 16:50-17:30 Курган і Agregat 18:00-19:00 Гига1 19:30-20:30 Trzech Króli Popek x Sobota x Matheo 20:50-21:50 Жак-Ентоні 22:20-23:20 ATL              | 16:00-16:30 Rezident 17:00-17:40 Cherokey 18:10-18:50 Secret Avenue 19:10-19:50 Your Gay Thoughts (YGT) 20:20-21:10 Otherside 22:40-23:40 Tesla Boy                                                      | 16:00-16:45 Orgonite 17:15-18:05 T-Fest 18:30-19:20 ЛСП 19:50-21:00 Yarmak 21:30-22:40 Хлеб | 16:00-16:40 Vnuk 17:00-17:40 TOF 18:00-18:45 Скрудж 19:15-20:15 Anacondaz 20:55-22:05 Noize MC 22:35-23:35 Riff Raff |
| South Stage | | | | |
| 28 червня | 29 червня | 30 червня | 1 липня | 2 липня |
| 16:00-16:30 HeartBeat Brass Band 17:00-17:40 Очеретяний Кіт 18:20-19:00 Atmasfera 19:30-20:30 Illaria 21:10-22:00 The Doox 22:30 Гуляй город (GG) (secret guest)                                             | 16:00-16:30 Vuraj 16:50-17:40 Transylvania Damn Fun 18:10-18:50 Vroda & The Вйо 19:30-20:30 Христина Соловій 21:00-22:00 Vivienne Mort 22:50-23:50 Олег Скрипка і НАОНІ      | 16:00-16:40 Це шо 16:45-17:15 Хамерман 17:30-18:30 Аліна Орлова 18:50-19:30 Аліна Астровська 20:00-21:00 Віра Полозкова 21:40-23:00 Ніно Катамадзе & Insight                                             | 15:30-16:10 Це Шо 16:30-17:00 Хамерман Знищує Віруси 17:20-17:50 OY Sound System 18:30-19:00 Дичка 19:30-20:30 Один в каное 21:00-22:00 Dakh Daughters 22:40-23:40 Perturbator | 16:00-16:20 Shklo 16:45-17:15 Vagabond Specter 17:45-18:25 Zetetics 19.00-19:45 Sophie Villy 21:45-22:40 Марія Чайковська 22:55-23:45 Ах Астахова |
| East Stage (Global Night Stage) | | | | |
| 28 червня | 29 червня | 30 червня | 1 липня | 2 липня |
| 0:30-1:15 Mixmaster Gabber 1:15-2:00 Fun2mass 2:00-2:45 DJ Sivash 2:45-3:30 Madison 3:30-4:15 Ttrnk 3:30-4:15 Mashkeane 4:15-5:00 Sasha Tumko 05:00-6:00 Toki Toi                                            | 1:00-02:00 Shevchuk 2:00-03:00 Yellow Claw 03:00-4:00 Sho 4:00-05:00 Kemper 5:00-6:00 Costa 6:00-07:00 Timkov                                                                | 0:00-1:00 Sunchase 1:00-02:00 Lenzman 02:00-3:30 Goldie 02:00-3:30 MC Illaman 3:30-4:30 Dillinja 04:30-5:30 Ulterior Motive 5:30-07:00 Leftie                                                            | 00:00-00:45 Mark Devite 00:45-1:05 Raft Tone 1:05-1:30 Cyborgs 1:30-02:30 Rudimental (DJ Set) 2:30-3:30 Fabian Mazur 3:30-4:15 Leat'eq 4:15-05:00 HAWKK 4:15-05:00 DEANN 5:00-6:00 ba-Blow | |
| Night DJ Stage | | | | |
| 28 червня | 29 червня | 30 червня | 1 липня | 2 липня |
| | 00:00-1:00 Katro Zauber 1:00-02:00 Ksenia Palfy 2:00-03:00 Vlad Buivol 03:00-4:00 Kool D 4:00-05:00 Vibes 5:00-6:00 Gromov 23:00-00:00 Dmitry Dir                            | 00:00-1:00 Cape Cod(Live) 1:00-02:00 Mujuice (Electronic Live Set) 2:00-03:00 Koloah 03:00-4:00 Selecta 4:00-05:00 Valta 5:00-6:00 Kolosova 23:00-00:00 Kulakostas                                       | 00:00-1:00 Mustelide 1:00-02:00 Iamyank 2:00-03:00 Nil Tarasov 3:00-4:00 Дельфин DJ Set 4:00-5:00 Danielyan (Live) 5:00-6:00 Friedensreich | 1:00-2:00 Valta 03:00-04:00 Copydbwoy 4:00-05:00 Pan4ez 5:00-6:00 Sempai 23:00-0:00 Lostlojic |
| Art Stage ГогольFest Ковчег | | | | |
| 28 червня | 29 червня | 30 червня | 1 липня | 2 липня |
| 15:00-16:30 Вільний мікрофон 16:30-18:00 Ігор Полуектов 18:00-19:00 Сергій Жадан 19:00-20:00 Вікторія Дикобраз 20:00-21:10 Іздрик 21:10-22:10 Брати Капранови 22:10-23:30 Любко Дереш 23:59-2:00 Катя Chilly | 16:00-17:00 Роман Чоп 17:00-18:00 Родіон Філатов 18:00-19:00 Антоніна Федорова 20:20-21:30 Павло Морковкін 21:30-22:30 Любко Дереш 22:30-42:00 Кінотеатр під відкритим небом | 16:30-17:10 Матвій Ембарго 17:10-18:10 Анна Кукушкіна 18:10-19:00 Паша Броській 19:00-20:00 Light Dreams 20:00-21:15 Zapaska 21:15-22:10 Олег Каданов 22:10-23:30 Іван Якимов 22:30-4:00 Ніч кінокомедій | 16:30-17:40 Сергій Онищенко 18:40-20:00 Аддіс Абеба (Акустика) 20:00-21:30 Анастасія Пліс 21:30-22:50 Make Like a Tree 22:50-23:59 Кассандра Рімскі 23:59-1:00 Театр «Склад 2.0» 1:00-4:00 Ніч поезії біля багаття | 16:00-17:00 Say No 17:00-18:10 Олексій Чупа 18:10-19:10 Дмитро Лазуткін 19:10-20:10 Щасливі Люди 20:10-21:10 Ес Соя 21:10-22:20 Owen Ross 22:20-23:59 Хас 00:00-4:00 Ніч ГогольFest |
| Burn Central Stage | | | | |
| 28 червня | 29 червня | 30 червня | 1 липня | 2 липня |
| 13:00-22:00 Battle School Hip Hap Series | 12:00-22:00 Break Dance & Hip Hop Battle 2x2 & 1x1 | 12:00-21:00 Break Dance, Hip Hop, House Dance Battle 2x2, 1x1, Seven2smoke | 15:00-17:00 Майстер-клас — Ходулі (1/2) 15:00-17:00 Майстер-клас — Пої (1/2) 15:00-16:00, 21:00-23:00 Kiev Fire Fest (1/2) | 15:00-17:00 Майстер-клас — Пої (2/2) 15:00-17:00 Майстер-клас — Ходулі (2/2) 21:00-23:00 Kiev Fire Fest (2/2) |
| Music Hub: Conference (10-й павільйон ВДНГ) | | | | |
| 28 червня | 29 червня | 30 червня | 1 липня | 2 липня |
| 15:00-16:20 Андрій Чемес «Виклики для сучасних радіо» 16:40-18:00 Влад Фістун «Нова українська музика очами свідка»                                                                                          | | 15:00-16:20 Карен Чифталарян «Краудфандинг: Нові можливості для шоу-бізнесу» Денис Козловський «Чи потрібен артистам PR в епоху соціальних мереж»                                                        | 15:00-16:00 Vaidas Stackevicius «Розвиток музичної індустрії Литви. Тенденції, виклики та рішення, з якими стикаються країни Балтії» 16:20-17:20 Мілош Єліч «Роль саундпродюсера в цифрову еру» 17:40-18:40 Ігор Тарнопольський «Життя і смерть артиста. Роль експерименту, сонграйтинг, аналіз результатів, прийняття рішень» | 15:00-16:00 Юрій Костенко «„Екранізація“ шоу-бізнесу: нові візуальні технології для музичного шоу» 16:20-17:20 Владислав Міцовський «Необхідний мінімум про авторське право і контракти в музичній індустрії» 17:40-18:40 Дмитро Прикордонний «Artist Digital Management: що робити артисту і організатору з його сайтом» |
| Alles.AR | | | | |
| 28 червня | 29 червня | 30 червня | 1 липня | 2 липня |
| 14:00-23:00 Виставка доповненої реальності | | | | |